# Пятилетка (Крым)
Пятилетка (до 1948 года Малый Бем и Копейка) — исчезнувшее село в Красноперекопском районе Республики Крым, располагавшееся на севере района, на восточном берегу озера Красное, примерно в 3 км к востоку, на противоположном берегу озера, от современного села Пролетарка.

## История
Посёлок при соляных промыслах Малый Бем и Копейка (были это два отдельных поселения, или такое замысловатое название носил один — пока не установлено), судя по доступным документам, был основан около 1930-х годов, поскольку в Списке населённых пунктов Крымской АССР по Всесоюзной переписи 17 декабря 1926 года ни одно из названий ещё не упомянуто. Впервые в исторических документах селение встречается на карте Генштаба 1941 года, на подробной карте РККА северного Крыма 1941 года Малый Бем (он же Копейка) обозначен без указания жилых дворов, на двухкилометровке РККА 1942 года подписан, как Малый Бем. С 25 июня 1946 года селение в составе Крымской области РСФСР. Указом Президиума Верховного Совета РСФСР от 18 мая 1948 года, Малый Бем и Копейка были переименованы в Пятилетку. 26 апреля 1954 года Крымская область была передана из состава РСФСР в состав УССР. На 15 июня 1960 года село числилось в составе Ишуньского сельсовета. Ликвидирована к 1968 году (согласно справочнику «Крымская область. Административно-территориальное деление на 1 января 1968 года» — в период с 1954 по 1968 годы, как село Ишуньского сельсовета).

## В литературе
Посёлок Малый Бем и Копейка упоминается в романе Василия Аксёнова Остров Крым, при этом писатель помещает его на северной оконечности Арабатской стрелки.